# 2020년 대한민국
다음은 2020년 대한민국에서 일어났던 사건들을 정리해 놓은 문서이다.

## 국가원수
제6공화국 (문재인 정부)
- 대통령 : 제19대 문재인
- 국무총리 : 제45대 이낙연 (~ 1월 13일), 제46대 정세균 (1월 14일 ~ )

## 사건

### 1월 ~ 3월
- 1월 4일 - 강원도 춘천시에서 산불이 발생, 임야 7ha 전소.
- 1월 5일 - 해운대 북극곰 수영대회가 열렸다.[1]
- 1월 17일 - 안나푸르나 교사 실종 사고가 발생, 트래킹을 즐기던 한국인 교사 4명과 네팔 현지 가이드 2명 등 6명이 실종된 상태.
- 1월 20일 - 대한민국에서 코로나19 환자 처음으로 발생.
- 1월 31일 - 코로나-19 범유행으로 우한 인근에 고립됐던 대한민국 국적 교민 368명이 대한항공 특별 전세기 편을 이용하여 김포국제공항을 통해 입국하였고, 입국하자마자 비상 검역 처방을 받고 정부 지정 격리 시설로 수용되었다.
- 2월 7일 - 해운대구는 부산 최대 규모로 열리던 '해운대 달맞이 온천 축제'를 올해는 쉬어 가기로 했다.[2]
- 2월 9일 - 제92회 아카데미 시상식에서 봉준호 감독의 기생충이 한국영화 최초로 국제영화상, 각본상, 감독상, 작품상을 수상하였다.
- 2월 18일 - 코로나19로 인해 청도 소싸움 경기를 무기한 연기하기로 했다.[3]
- 2월 25일 - 서울 패션 위크 행사를 취소하기로 했다.[4]
- 3월 27일 - 코로나19로 인해 2020년 진해벚꽃축제를 취소하기로 발표하였다.[5]

### 4월 ~ 6월
- 4월 8일 - 방문객들을 통한 코로나19 확산을 우려하여 제주 최대의 유채꽃밭을 갈아엎었다.[6]
- 4월 15일 - 제21대 국회의원 선거가 치러졌다.[7]
- 5월 7일 - 위안부 피해자 이용수 할머니가 수요집회 성금을 위안부 피해자 할머니들한테 쓴 적이 없다며 수요집회 불참하겠다는 기자회견을 처음으로 하였다.[8]
- 5월 20일 - 고등학교 3학년 1학기 등교가 몇차례 연기 끝에 시작되었다.[9]
- 5월 28일 - 한국닛산은 올해 말 닛산과 인피니티 브랜드가 철수한다고 밝혔는데, 일본 닛산의 16년 만에 한국시장에서 철수이다.[10]
- 5월 29일 - 서대문구는 올해 코로나19로 신촌물총축제를 열지 않기로 밝혔다.[11]
- 5월 29일 - 노태우 전대통령 장남이 광주 5.18 묘역을 작년에 이어 또 방문하였다.[12]

### 7월 ~ 9월
- 7월 17일 - 충남 보령시는 코로나19 문제로 온라인에서 보령머드축제를 시작하였다.[13]
- 8월 10일
  - 문화재청은 경남 창원시 제2안민터널 건설 현장 인근에 문화재 발굴 현장에서 가야 전성기 때 바닷길 중계무역 대도시 유적과 관련한 전문가검토회의를 열었다.[14]
  - 횡성한우축제를 비대면·온라인 축제로 전환하기로 하였다.[15]
- 8월 17일 - 코로나19 여파 때문에 '정조대왕 능행차' 행사를 내년 4월로 연기한다고 밝혔다.[16]
- 9월 2일 - 올해 진주남강유등축제가 취소되었다.[17]

### 10월 ~ 12월
- 10월 11일 - 전주 전주대사습놀이가 개막하였다.[18]
- 10월 21일 - 부산국제영화제가 개막하였다.[19]
- 10월 23일 - 2020년 미스코리아 선발대회가 개최되었다.[20]
- 10월 24일 - 가장 성대하던 연등회와 더불어 고려의 성대한 국가 명절이던 팔관회가 최초로 고려시대 복장을 입고 행사가 진행되었다.[21][22]
- 11월 15일 - 평창군은 2021년 대관령눈꽃축제를 취소하기로 결정하였다.[23]
- 12월 22일 - 스키장과 눈썰매장에 대한 정부의 집합금지 조치를 중앙재난안전대책본부는 발표했다.[24]

## 죽음
- 1월 2일 - 정치인 홍창선
- 1월 6일 - 법조인 이선중
- 1월 11일 - 아나운서 임택근
- 1월 19일 - 기업인 신격호
- 1월 21일 - 코미디언 남보원
- 1월 24일 - 정치인 정희채
- 1월 27일 - 소설가 최창학
- 1월 31일 - 기업인 박연차
- 2월 2일 - 희극인 임희춘
- 2월 7일 - 영화감독 이규형
- 2월 18일 - 정치인 김정례
- 2월 19일 - 국어학자 이기문
- 3월 8일 - 방송인 자니 윤
- 3월 15일 - 언론인 권근술